# ホッキョクガンギエイ
ホッキョクガンギエイ (学名：Amblyraja hyperborea) は、ガンギエイ目に分類されるエイの一種。世界中の冷たい海に分布する底魚。

## 分布と生息地
北極海、カナダ、ヨーロッパ北西部、北太平洋、ニュージーランド、南極大陸周辺等、世界中の冷たい海域に分布する。水深300 - 2925 mの大陸斜面に生息する深海魚で、海底付近に多い。

## 形態
体盤は菱形で、吻は少し長く、尾は非常に短い。頭部から尾の先にある背鰭まで、背面の正中線上に棘が並ぶ。背面は灰色から茶色で、小さな丸い斑点が散らばる。腹面は白く、暗色の模様があるか、褐色で、白い模様がある。全長は最大112 cmだが、大型に成長することは稀である。

## 生態
様々な底生生物を捕食する。繁殖様式は卵生で、角に突起のある卵を砂地や泥地に産む。出生時は全長16 - 18 cm。寄生虫は線虫類のAnisakis simplex、Metanisakis tricupola、Schistobrachia ramosaが知られる。